# 都留康
都留 康（つる つよし、1954年 - ）は、日本の経済学者。専門は、労働経済学・労使関係論・人的資源論。一橋大学名誉教授。一橋大学経済研究所教授、カリフォルニア大学バークレー校経済学部フリーマン招聘教授等を務めた。Emerald Literati Network Awards for Excellence、進化経済学会賞受賞。

## 人物・経歴
福岡県生まれ。父は都留大治郎九州大学名誉教授。1982年一橋大学大学院経済学研究科博士課程単位取得満期退学。高須賀義博ゼミ出身。2002年『労使関係のノンユニオン化: ミクロ的・制度的分析』により審査員大橋勇雄、尾高煌之助、中馬宏之で、一橋大学より博士（経済学）の学位を授与された。
1982年一橋大学経済研究所専任講師。マサチューセッツ州立大学経済学部客員研究員、オスナブリュック大学社会科学部招聘研究員を経て、1985年一橋大学経済研究所助教授。マサチューセッツ工科大学スローン経営大学院客員研究員を経て、1995年一橋大学経済研究所経済体制研究部門教授。ノースウェスタン大学歴史学部研究員、カリフォルニア大学バークレー校経済学部フリーマン招聘教授、ニューサウスウェールズ大学経済学部リサーチフェローを経て、2015年一橋大学経済研究所・経済・統計理論研究部門教授。2018年定年退職、特任教授、名誉教授。
専門は労働経済学、労使関係論、人的資源論。"Incentives and gaming in a nonlinear compensation scheme: evidence from North American auto dealership transaction data"でEmerald Group Publishing 2016 Emerald Literati Network Awards for Excellenceを受賞。『製品アーキテクチャと人材マネジメント』で第3回進化経済学会賞を受賞。東京都公衆浴場対策協議会会長、府中市まち・ひと・しごと創生総合総合戦略協議会会長、厚生労働省東京地方最低賃金審議会会長、富士通マーケティングアドバイザー なども務めた。

## 著作
- 『生産システムの革新と進化―日本企業におけるセル生産方式の浸透』（編著）日本評論社 2001年 ISBN 978-4535550995
- 『デジタル化時代の組織革新』（尾高煌之助と共編）有斐閣 2001年 ISBN 978-4641161160
- 『労使関係のノンユニオン化: ミクロ的・制度的分析』東洋経済新報社 2002年 ISBN 978-4492260661
- 『選択と集中: 日本の電機・情報関連企業における実態分析』有斐閣 2004年 ISBN 978-4641162174
- 『日本企業の人事改革』（阿部正浩,久保克行と共著）東洋経済新報社 2005年 ISBN 978-4492260739
- 『世界の工場から世界の開発拠点へ』（守島基博と共編著）東洋経済新報社 2012年 ISBN 978-4492522042
- 『製品アーキテクチャと人材マネジメント』岩波書店 2018年 ISBN 978-4000099264
- 『お酒の経済学:日本酒のグローバル化からサワーの躍進まで』中公新書 2020年 ISBN 978-412102599-9
- 『お酒はこれからどうなるか: 新規参入者の挑戦から消費の多様化まで』平凡社新書 2022年 ISBN 978-458286009-2

### 訳書
- サミュエル・ボウルズほか『アメリカ衰退の経済学 : スタグフレーションの解剖と克服』（磯谷明徳と共訳）東洋経済新報社 1986年 ISBN 978-4492311622